# Хёккелюм, Хендрик ван
Хендрик ван Хёккелюм (нидерл. Hendrik van Heuckelum; 6 мая 1879, Гаага — 28 апреля 1929, Гаага) — нидерландский футболист, бронзовый призёр летних Олимпийских игр 1900 в составе бельгийской команды «Университет Брюсселя».
На Играх 1900 в Париже Хёккелюм входил в состав бельгийской команды. Он забил один гол, однако его сборная проиграла и в итоге выиграла бронзовые медали.